# Lingge
Lingge is een bestuurslaag in het regentschap Empat Lawang van de provincie Zuid-Sumatra, Indonesië. Lingge telt 4299 inwoners (volkstelling 2010).